# 北米毎日新聞
Hokubei Mainichi（北米毎日新聞）はアメリカの邦字新聞。

## 概要
1948年サンフランシスコで創刊。前身は新世界朝日新聞。本社はサンフランシスコオクタビア街の米国仏教団ビル内。2009年10月30日付で休刊。